# Germania Bieber

Altes und aktuelles Wappen des FV Germania Bieber

Der FC Germania Bieber ist ein 1901 gegründeter Fußballverein aus dem Offenbacher Stadtteil Bieber. Er gehörte wenige Jahre nach der Gründung zu den stärksten Mannschaften der Region, erreichte 1928 nochmals die oberste Spielklasse und war nach dem Zweiten Weltkrieg mehrere Jahre in der jeweils höchsten Amateurliga vertreten. Seit Anfang der 1970er Jahre spielt die Germania aus dem heute rund 15.000 Einwohner zählenden Stadtteil in den unteren Spielklassen des Hessischen Fußball-Verbandes.

## Geschichte
Der Verein wurde 1901 als FV Germania Bieber im seinerzeit noch selbständigen Vorort von Offenbach gegründet, im selben Jahr also wie der „große Nachbar“ Kickers Offenbach. Über die Gründung selbst und die ersten Jahre ist nur wenig bekannt. Vorherrschende Vereine der Region waren zu dieser Zeit die Viktoria 94 sowie der 1. FC 93 aus Hanau sowie die Frankfurter Mannschaften von Germania FC 1894 und die beiden Eintracht-Vorläufer FC Victoria und FC Kickers. In diese Phalanx der etablierten Größen brach der „Dorfverein“ Germania Bieber ein, als man zur Spielzeit 1908/09 als Meister der B-Klasse in die A-Klasse des Nordkreises des Süddeutschen Fußballverbands aufstieg. Diese Liga umfasste seinerzeit das Gebiet von Wiesbaden bis Hanau und war die oberste Spielklasse im deutschen Fußball. 
Unter den acht Mannschaften, von der sich eine aus dem Spielbetrieb zurückzog, erreichte man allerdings nur 5:19 Punkte und belegte am Ende den letzten Platz. Das bedeutete noch nicht den Abstieg, denn die Spielklasse wurde im Jahr darauf aufgestockt, und erstmals gehörte auch der Lokalrivale OFC dieser Liga an. Inzwischen waren die „Germanen“ in die neue Heimstätte im Stadtteil Waldhof umgezogen, der nun auch über die vom Verband geforderte Einzäunung verfügte. Bis zum Ersten Weltkrieg gehörte die Germania mit Ausnahme der Saison 1912/13 der obersten Spielklasse an.
Nach dem Krieg, im Jahr 1919, fusionierte der FV Germania mit dem zweiten örtlichen Fußballverein, dem FC Bieber, zum FC Germania Bieber. Sportlich knüpfte man zunächst nahtlos an die Leistungen der Vorkriegsjahre an, hielt sich aber nur drei Jahre in der neuen obersten Spielklasse, der Kreisliga Südmain. Erst sechs Jahre später, zur Saison 1928/29, kehrte der FV Germania zurück ins regionale Oberhaus, die Bezirksliga Main/Hessen, und setzte nun zur erfolgreichsten Phase seiner Vereinsgeschichte an. Mit einer spielstarken Mannschaft um den vom 1. FC Nürnberg gekommenen Halblinken Georg Huber, das Verteidigerduo Winterzahn und Luckas, Mittelläufer Maier und Linksaußen Maid erreichte man im Jahr nach dem Aufstieg eine positive Punktebilanz von 19:17 und belegte den 6. Platz hinter der Eintracht, dem FSV, Union Niederrad, Kickers Offenbach und Hanau 93. Noch im Jahr 1928 besiegte die Germania vor 8000 Zuschauern den großen Rivalen OFC sensationell mit 2:1 und untermauerte damit seine Heimstärke. 
Der „Waldhof“ galt schon bald aufgrund der vor allem bei Lokalderbys emotional aufgeladenen Atmosphäre als heißes Pflaster, der Frankfurter Nationalspieler Rudolf Gramlich etwa sagte später, dass er in Bieber auf dem Waldhof regelmäßig mehr geschwitzt habe als in manchem Länderspiel, und die Zeitschrift Fußball berichtete nach einem Spiel des FV Germania gegen Rot-Weiss Frankfurt: „In Bieber gab es wieder einmal Krawall.“ Einen Platz im Mittelfeld der Bezirksliga Main-Hessen konnte sich Germania Bieber auch in den darauf folgenden Spielzeiten bis zur Einführung der Gauligen im Jahr 1933 sichern. 
Mit der Einführung der neuen Ligenstruktur durch die Nationalsozialisten, die die bisherigen Regionalverbände auflösten und eine an die Parteigaue angepasste Ligenstruktur mit nunmehr „nur“ noch 16 obersten Spielklassen schufen, fielen die Germanen in die Zweitklassigkeit zurück. Lediglich ein Mal, 1935, konnte man an die Tür der Gauliga Südwest klopfen und bei einem 1:0-Erfolg über den FV Saarbrücken in der Aufstiegsrunde noch einmal 5000 Zuschauer begeistern, doch eine Rückkehr in die Erstklassigkeit blieb dem Verein verwehrt.
Als nach dem Zweiten Weltkrieg erneut eine Neustrukturierung der Ligen anstand und in den westlichen Besatzungszonen nunmehr nur noch fünf Oberligen die oberste Ebene bildeten, wurde der FV Germania Bieber erneut in die zweithöchste Spielklasse, die Landesliga Hessen eingestuft. Mit Erfolg hielt sich die Mannschaft um Hermann Alt noch bis 1953 in der jeweils obersten Amateurklasse und verpasste anschließend mehrfach nur knapp die Rückkehr in die inzwischen drittklassige 1. Amateurliga. Unter Trainer Horst Böckler gelang 1967/68 mit dem Aufstieg in die viertklassige Gruppenliga noch einmal für drei Jahre die Rückkehr ins höhere Amateurlager. Daran schloss sich allerdings ein tiefer Absturz bis in die B-Klasse an. Seither spielen die „Gelbhemden“ in den Ligen des Fußballkreises Offenbach. In den Jahren 2012 und 2017 gelang jeweils der Aufstieg in die Kreisoberliga Offenbach.
Am 28. März 2014 stimmte die Mitgliederversammlung des FV Germania Bieber 1901 e. V. über die Fusion mit dem FC Bieber 1960 e. V. ab. Mit einer großen Mehrheit wurde der FC Bieber nach über 50 Jahren Trennung und nach intensiven Verhandlungen durch den Vorstand Jan Carey und Klaus-Peter Keller in den FV Germania Bieber verschmolzen. Zum 1. Juli 2014 wurde die Fusion wirksam. Seit 1. Juli 2014 trägt der Verein Teile beider Gründernamen FC Germania Bieber 1901 e. V.

## Spielstätte
Das Germania-Stadion Am Waldhof im östlichen Ortsteil von Bieber bietet 6000 Zuschauern Platz. Es ist bereits seit 1909 Heimstätte des Vereins. Davor nutzte man den Exerzierplatz des Infanterie-Regiments 168 auf dem Bieberer Berg, an dessen Stelle sich heute das Stadion der Offenbacher Kickers befindet.